# حسین ملاعبداللهی
حسین ملاعبداللهی دیپلمات ایرانی است. او مدیركل تشریفات وزارت امور خارجه، سفیر ایران در نیجریه و ویتنام و به مدت ۲۰ ماه مدیرکل آفریقای وزارت امور خارجه
و سپس سفیر ایران در صربستان بوده‌است.
در زمان سفارت او در ویتنام، چهارمین کمیسیون مشترک ایران و ویتنام در هانوی با حضور وزیر بازرگانی ایران برگزار شد. در زمان سفارت او در صربستان، ویزای این کشور برای مدتی برای ایرانیان لغو شد.